# Goedereede
Godereede – miasto w Holandii, w prowincji Holandia Południowa. W 2011 roku liczyło 1600 mieszkańców.